# Snapdragon 865
Snapdragon 865 (полное название — «Qualcomm SDM865 Snapdragon 865») — флагманская мобильная система на кристалле (SoC) компании Qualcomm, представленная в декабре 2019 года и построенная по 7-нанометровому техпроцессу. Отличительной особенностью нового SDM865 являются процессоры, базирующиеся на архитектуре ARM — Cortex A77, и поддержка новейшего модема — Snapdragon X55 5G для работы в сетях пятого поколения. Данная однокристальная схема позиционируется как высокопроизводительная платформа для смартфонов и планшетов высшего ценового сегмента. Новый модем X55 5G позволяет добиться максимальной скорости приёма в 7 Гбит/с и максимальной скорости передачи до 3 Гбит/с. Другой особенностью чипсета станет поддержка оперативной памяти стандарта LPDDR5 с максимальной частотой 2750 MГц.
Snapdragon 865 использует техпроцесс от Samsung EUV (7 нанометров) и является 64-битным SoC. Процессоры (CPU) в чипсете получили название Qualcomm Kryo 585 CPU, схема построения — 1 + 3 + 4, а состав их выглядит следующим образом:
- 1×: Cortex A77 2,84 ГГц;
- 3×: Cortex A77 2,42 ГГц;
- 4×: Cortex A55 1,8 ГГц.

Здесь производительные ядра Cortex A77 получили фирменное название Kryo Gold, тогда как энергоэффективные ядра A55 — Kryo Silver.
По заявлению производителя, новый чипсет на 20 % производительнее прошлого флагмана SD855+.
Графический процессор в составе чипсета — Adreno 650, для которого заявлено увеличение производительности до 17 % по сравнению с Adreno 640.
Первыми смартфонами, которые получили Snapdragon 865, стали Xiaomi Mi 10 и  Samsung Galaxy S20.

## Синтетические тесты
Чипсет протестировали в синтетическом тесте Geekbench 5, результаты:
- 937 баллов в однопоточном режиме;
- 3476 в многопоточном режиме.

В 2020 году, по результатам рейтинга Antutu, с большим отрывом платформа возглавила рейтинг производительности среди мобильных платформ на Android.